# Tây Bồi jezik
Tây Bồi jezik  (ISO 639-3: tas, isto i tay boi, anamitski francuski, vijetnamski pidžin francuski), danas izumrli pidžinski jezik koji se nekada govorio po lukama Francuske Indokine. Razvio se oko 1862, i koristio se za komunikaciju između Francuza i Vijetnamaca do 1954, i na niožoj razini uprave u vojsci i policiji.
Bio je pod utjecajem vijetnamskog [vie], francuskog [fra], engleskog [eng], javanskog [jav] i portugalskog.

## Vanjske poveznice
- Ethnologue (14th)
- Ethnologue (15th)